# Ali Sadiki
Ali Sadiki (Harare, 10 dicembre 1987) è un calciatore zimbabwese, centrocampista dei Kabwe Warriors.

## Carriera

### Nazionale
Nel 2014 ha partecipato al Campionato delle nazioni africane.

## Palmarès

### Club

#### Competizioni nazionali
- Campionato della Repubblica Democratica del Congo: 4

TP Mazembe: 2013, 2014, 2015-2016, 2016-2017
- Campionato zimbabwese: 3

Platinum: 2017, 2018, 2019

#### Competizioni internazionali
- CAF Champions League: 1

TP Mazembe: 2015
- Supercoppa CAF: 1

TP Mazembe: 2016
- Coppa della Confederazione CAF: 2

TP Mazembe: 2016, 2017